# 15th Vermont Infantry
Le 15th Regiment, Vermont Volunteer Infantry (ou 15th VVI) est un régiment d'infanterie d'une durée de neuf mois, de l'armée de l'Union pendant la guerre de Sécession. Il sert sur le théâtre oriental, principalement dans les défenses de Washington, d'octobre 1862 à août 1863. Il fait partie de la 2nd Vermont Brigade.

## Histoire
Le 15th Vermont Infantry, un régiment d'une durée de neuf mois, est levé à la suite de l'appel du président Lincoln, le 4 août 1862, pour des troupes supplémentaires en raison des résultats désastreux de la campagne de la Péninsule.
Il est composé de volontaires des comtés de Caledonia, Orleans, Orange et Windsor suivants :
- West Fairlee, compagnie A
- Danville, compagnie B
- West Randolph, compagnie C
- Wait's River, compagnie D
- Island Pond, compagnie E
- McIndoe's Falls, compagnie F
- Lyndon, compagnie G
- Gardes-frontières de Coventry, compagnie H
- Barton, compagnie I
- Saint Johnsbury, compagnie K

Le colonel Redfield Proctor, auparavant dans les 3rd et  5th Vermont, est nommé au commandement du régiment. Il sera plus tard gouverneur du Vermont. William W. Coulis, le lieutenant-colonel du régiment, servira plus tard au Congrès des États-Unis.
Le régiment s'installe dans un camp à Brattleboro, le 8 octobre 1862, occupant la caserne juste libérée la veille par le 12th Vermont Infantry, et entre au service des États-Unis le 22 octobre. Il quitte le Vermont, le 23 octobre, et arrive à Washington, D.C. le 26 octobre ; le lendemain, il rejoint le 14th Vermont Infantry et certains régiments du Maine dans le camp Chase, à Arlington, en Virginie, puis retourne au camp à East Capitol Hill, et le 30 octobre fait partie de la 2nd Vermont Brigade.
Le régiment marche sur Munson's Hill, le 30 octobre, et Hunting Creek le lendemain, où il reste jusqu'au 26 novembre. Il effectue un service de piquet à Occoquan Creek du 26 novembre au 4 décembre, quand il part pour le  « camp Vermont » jusqu'au 12 décembre. Il est engagé à poursuivre un service de piquet à proximité de Fairfax Courthouse jusqu'au 20 décembre, puis part à Fairfax Station jusqu'au 24 mars. Du 24 mars au 7 mai, il est à Union Mills, continuant pendant près de deux semaines à Bealeton. Il retourne à l'Union Mills jusqu'à la mi-juin, puis pendant dix jours, des éléments du régiment sont à Bristoe Station, Catlett's Station et Manassas.
Le 25 juin, la brigade est affectée en tant que troisième brigade à la troisième division du Ie corps, et reçoit l'ordre de former l'arrière-garde de l'armée du Potomac alors qu'elle marche vers le nord après l'armée de Virginie du Nord de Robert E. Lee. Le 15th marche avec la brigade de Wolf Run Shoals le 25 juin, traverse le fleuve Potomac, le 27 juin, à Edward's Ferry, et part vers le nord à travers Frederick et Creagerstown, dans le Maryland. Il s'approche de Gettysburg le 1er juillet, lorsque les 12th et 15th Vermont sont détachés à la garde des trains des corps. Les deux régiments accompagnent les trains du corps à Rock Creek Church, près du champ de bataille.
Après la bataille, le régiment participe à la poursuite de l'armée de Virginie du Nord de Lee à travers les montagnes Catoctin vers Middletown, dans le Maryland, puis revient à South Mountain, par Boonsboro, vers Williamsport par 14 juillet. Le régiment marche sur Harper's Ferry, travers de nouveau South Mountain, et campe près de Petersville, près de Berlin (aujourd'hui Brunswick). Le 18 juillet, le régiment est libéré, prenant un train en provenance de Berlin pour Baltimore. Il atteint la ville de New York, le 20 juillet, passe deux jours sans incident pendant les émeutes de la conscription, puis continue à Brattleboro, où il quitte le service actif le 5 août.
Comme les autres régiments de la 2nd Vermont Brigade, qui viennent d'être libérés, des dizaines de membres du 15th Vermont s'enrôlent à nouveau, principalement dans les régiments de la 1st Vermont Brigade, et le 17th Vermont Infantry.

## Décompte final
| DÉCOMPTE FINAL                    | DÉCOMPTE FINAL |
| --------------------------------- | -------------- |
| Membres d'origine                 | 939            |
| Gain (recrues et transferts)      | 1              |
| --- Agrégation                    | 940            |
| --- Pertes ---                    |                |
| Transfert vers d'autres régiments | 1              |
| Décédé de maladie                 | 78             |
| Démobilisé                        | 66             |
| Déserteur                         | 1              |
| Mort d'un accident                | 1              |
| --- Total des pertes              | 147            |
| Libéré à divers moments           | 793            |

## Lectures complémentaires
- Coffin, Howard, Full Duty: Vermonters in the Civil War. Woodstock, VT.: Countryman Press, 1995.
- -----. Nine Months to Gettysburg. The Vermonters Who Broke Pickett's Charge. Woodstock, VT.: Countryman Press, 1997.
- Palmer, Edwin F., The Second Brigade: or, Camp Life, By a Volunteer, Montpelier: E. P. Walton, 1864.